# 嵐・相葉雅紀のレコメン!アラシリミックス
『嵐・相葉雅紀のレコメン!アラシリミックス』（あらし・あいばまさきのレコメンアラシリミックス）は、文化放送をキーステーションに全国ネットされているラジオ番組。

## 概要
- 2001年10月に『LIPS PARTY 21.jp』の金曜枠として、『嵐・相葉雅紀のLIPSアラシリミックス』（あらしあいばまさきのリップスアラシリミックス）が放送開始されたが、2003年7月に『LIPS PARTY 21.jp』が放送終了すると、その後に放送している『レコメン!』の金曜枠として現在のタイトルになった。
- このラジオでの挨拶は「こんあいば」がお約束となっている。お便りの冒頭でこの言葉を入れると相葉が「こんあいば」と返答する確率が高いとされている。
- 2021年1月1日以降、嵐は無期限の活動休止に伴い、嵐の番組終了、タイトルの変更・リニューアルが行われているが、本番組はタイトルの変更は行われず[1]、番組冒頭の挨拶も前年までと同様に「こんばんは、嵐の相葉雅紀です」とグループ名を付けたままである。

## 出演者
パーソナリティ
- 相葉雅紀（嵐）

アシスタント
- チカザワさん（放送作家、通称：近さん、本名：近澤浩和）

たまに遅刻してくる。
お茶濁し博士にも扮する。
既婚者で子供も居る。
- 梶くん（通称：かじー/ねっち、アシスタント）
- ぬかちゃん（本名：糠川友彦、ディレクター）

過去
- クロピー（本名・黒川賢一、元・嵐のマネージャー）

人事異動によりV6のマネージャーになったため、2007年1月28日の放送で番組を卒業。時々話題になり、電話での登場もしばしばある。
- 大塚としき（放送作家、通称：大塚くん）

2008年4月25日の放送で急逝したと発表された。
- ナベちゃん（放送作家）
- 矢野くん（スタッフ、本名：矢野竜広）

2022年8月5日の放送で電話出演した。同年の10月14日の放送でスタジオ出演した。
- STBY（ジェイ・ストームのスタッフ）

## 番組の流れ
放送時間が30分と60分の場合によって異なる。

### 30分版
QR・SBC・BSN・SBS・GBS・BSS・RSKにて放送。
- オープニングメール
- コーナー（1回の放送で2コーナーを放送）
  - おしえて相葉ちゃん!!（ジングル審査&公開録音もしばしばある）
  - 思い出シュレッダー
  - 白黒つけまショー
  - TDFK47
  - ラブラブ☆あいばーちゃんの知恵袋
  - カッチカチ!プリン
  - ワールドワイド・チャンピオンシップ
  - ためして!相葉くん
  - お客様の中に!
  - クイズ!相葉雅紀
  - 相葉シノブ

過去のコーナー
  - A-1GP最強決定戦
  - 相葉くん、コレできますよね?
- エンディング

コンサートや舞台やCDリリースのお知らせなどの告知を行う。
時々プレゼント告知あり、その際キーワードや「お題」が出される。応募方法は大抵はがきとなっている。

### 60分版
前述の7局以外のネット局にて放送。
- オープニングメール
- コーナー（1回の放送で2コーナーを放送）
  - おしえて相葉ちゃん!!（ジングル審査&公開録音もしばしばある）
  - 思い出シュレッダー
  - 白黒つけまショー
  - TDFK47
  - ラブラブ☆あいばーちゃんの知恵袋
  - カッチカチ!プリン
  - ワールドワイド・チャンピオンシップ
  - ためして!相葉くん
  - お客様の中に!
  - クイズ!相葉雅紀
  - 相葉シノブ

過去のコーナー
  - MMCニュース
  - A-1GP最強決定戦
  - 業界用語クイズ!
  - 嵐・ザ・クイズ・ショウ
  - 相葉くん、コレできますよね?
  - リレー川柳
  - めざせ!流行語大賞!的な…（仮）
- レコメン! SONGリミックス
  - テーマに基づいた曲が原則4曲かかり、うち1曲は嵐の曲がかかる。
  - また、稀に「嵐の○○特集」（例：嵐のドラマ曲特集）と題した特別コーナーを行う時があり、この時はかかる曲が全て嵐の曲となる。
- お茶濁し博士の豆知識
  - 雑学研究の第一人者であるお茶濁し博士に素朴な疑問を聞くコーナー
- エンディング

上記と同じ。

## 主題歌
- オープニングテーマ「ナイスな心意気 オリジナル・カラオケVer.」（嵐）
- エンディングテーマ「a Day in Our Life オリジナル・カラオケVer.」（嵐）
- レコメン! SONGリミックス「OK! All Right! いい恋をしよう」（嵐）
- cm明け「時代 カラオケVer.」・「君のために僕がいる カラオケVer.」・「感謝カンゲキ雨嵐 カラオケVer.」・「台風ジェネレーション カラオケVer.」（嵐）
- 思い出シュレッダー「想い出がいっぱい」（H2O）
- 白黒つけまショー「Black Or White」（マイケル・ジャクソン）
- ラブラブ☆あいばーちゃんの知恵袋「ラッキーチャンスを逃がさないで」（キャンディーズ）・「Magical Song」（嵐）
- ワールドワイド・チャンピオンシップ「伝説のチャンピオン」（クイーン）
- ためして!相葉くん「We can make it!」（嵐）
- お客様の中に!「I Want Somebody」（嵐）
- 嵐・ザ・クイズ・ショウ「明日の記憶」（嵐）
- 相葉くん、コレできますよね?「We can make it!」（嵐）

## ジングル
ジングルを言った後「嵐・相葉雅紀のレコメン!アラシリミックス」と続けてコールする。また、放送作家だった故「大塚くん」との掛け合いであり、彼が作成した作品でもある。

### 現在
- 深夜0時にオレ、参上!

オープニングで言う。（交互）
- お待たせいたしました、お客様。こちら、”お耳のご褒美”でございます。

オープニングで言う。（交互）
- 大丈夫、俺がいるじゃん?

必ず笑うが、笑いながら「嵐・相葉雅紀のレコメン!アラシリミックス」と言うパターンと、「嵐・相葉雅紀のレコメン!アラシリミックス」と言った後に笑うパターンの2種類ある。
- 俺がいいって言うまで寝ちゃだめだよ
- 毎週笑えて、でも時々感動できるラジオって、なーんだ
- 千葉の名産品といえば梨と、落花生と、相葉雅紀
- 大人な雅紀とラブラブチュッチュしようぜ
- 疲れたあなたに相葉ビーム
- やっと見つけたよ僕のシンデレラ
- 水餃子って美味しいよね
- みんなー、アイバーランドへようこそ アトラクションは俺とのタンデム
- 君と僕とリモート会議
- 子供が寝たらコッソリと
- 『パイオツカイデーなデルモのチャンネーも聴いてる!!』『マジで!?』
- 幸せはお金で買えないんだって

「レコメン!SONGリミックス」の前に言う。
- はじける週末への導火線
- 『ドキッ!男だらけのトーク大会!』『ポロリもあるよ!』
- 今すぐ引っ越したーい。君の心の中に。

### 過去
- 英文法より小籠包が大好きです
- 携帯にロックかけても心に鍵はかけるなよ!
- ご飯にする?お風呂にする?そ・れ・と・も!?
- あなたの耳にチェックメーイト!!
- 『や〜べぇ、目が充血してる!!』『ラジオです』『あっ、そっか!!』
- この間ギロッポンで、シースー喰った後家でヤノピー弾いちゃったよ!!
- ♪揺らせ揺らせ揺らせもっと どんな時も僕らは…
- あなたの…イヤホンになりたい!

## ネット局と放送時間
- 2020年10月現在、全国34局ネット。放送局によって30分と60分の場合があり、番組の構成が違う（番組の流れを参照）。各局のCMの時間や放送時間により各局の放送内容や会話に若干のカットがある。
- 『レコメン!』をネットしているKBS京都は24:00台にCMのみネット、2014年10月から岐阜放送でも遅れネットで放送が開始されている。また2019年4月から『レコメン!』をネット開始したラジオ関西では、当番組は放送されていない。
- 文化放送・静岡放送・岐阜放送の3局は放送開始以来30分版を放送し続けている[注 1]。

### 30分版
同時ネットで放送する局のうち、文化放送以外は朝日放送ラジオ制作の『Sky presents 藤原竜也のラジオ』を0:30 - 1:00に放送している。
| 放送対象地域  | 放送局          | 放送期間                    | 放送時間                      | 備考                                        |
| ------------- | --------------- | --------------------------- | ----------------------------- | ------------------------------------------- |
| 関東広域圏    | 文化放送（QR）  | 2001年10月6日 - （5日深夜） | 土曜 0:00 - 0:30 （金曜深夜） | 制作局                                      |
| 長野県        | 信越放送（SBC） | 2001年10月6日 - （5日深夜） | 土曜 0:00 - 0:30 （金曜深夜） | 2020年9月26日（25日深夜）までは60分版を放送 |
| 新潟県        | 新潟放送（BSN） | 2001年10月6日 - （5日深夜） | 土曜 0:00 - 0:30 （金曜深夜） | 2020年9月26日（25日深夜）までは60分版を放送 |
| 鳥取県 島根県 | 山陰放送（BSS） | 2001年10月6日 - （5日深夜） | 土曜 0:00 - 0:30 （金曜深夜） | 2020年4月25日（24日深夜）までは60分版を放送 |
| 岡山県        | RSK山陽放送     | 2001年10月6日 - （5日深夜） | 土曜 0:00 - 0:30 （金曜深夜） | 2020年4月25日（24日深夜）までは60分版を放送 |
| 静岡県        | 静岡放送（SBS） | 2003年4月 -                 | 土曜 0:00 - 0:30 （金曜深夜） | [ 注 2 ]                                    |
| 岐阜県        | 岐阜放送（GBS） | 2014年10月5日 -             | 日曜 23:00 - 23:30            | 独立系。遅れネット                          |

### 60分版
| 放送対象地域  | 放送局                        | 放送期間                     | 放送時間                      | 備考                                        |
| ------------- | ----------------------------- | ---------------------------- | ----------------------------- | ------------------------------------------- |
| 青森県        | 青森放送（RAB）               | 2001年10月6日 - （5日深夜）  | 土曜 0:00 - 1:00 （金曜深夜） |                                             |
| 岩手県        | IBC岩手放送                   | 2001年10月6日 - （5日深夜）  | 土曜 0:00 - 1:00 （金曜深夜） |                                             |
| 秋田県        | 秋田放送（ABS）               | 2001年10月6日 - （5日深夜）  | 土曜 0:00 - 1:00 （金曜深夜） |                                             |
| 山形県        | 山形放送（YBC）               | 2001年10月6日 - （5日深夜）  | 土曜 0:00 - 1:00 （金曜深夜） |                                             |
| 福島県        | ラジオ福島（rfc）             | 2001年10月6日 - （5日深夜）  | 土曜 0:00 - 1:00 （金曜深夜） |                                             |
| 山梨県        | 山梨放送（YBS）               | 2001年10月6日 - （5日深夜）  | 土曜 0:00 - 1:00 （金曜深夜） |                                             |
| 富山県        | 北日本放送（KNB）             | 2001年10月6日 - （5日深夜）  | 土曜 0:00 - 1:00 （金曜深夜） |                                             |
| 石川県        | 北陸放送（MRO）               | 2001年10月6日 - （5日深夜）  | 土曜 0:00 - 1:00 （金曜深夜） |                                             |
| 福井県        | 福井放送（FBC）               | 2001年10月6日 - （5日深夜）  | 土曜 0:00 - 1:00 （金曜深夜） |                                             |
| 和歌山県      | 和歌山放送（WBS）             | 2001年10月6日 - （5日深夜）  | 土曜 0:00 - 1:00 （金曜深夜） |                                             |
| 山口県        | 山口放送（KRY）               | 2001年10月6日 - （5日深夜）  | 土曜 0:00 - 1:00 （金曜深夜） |                                             |
| 香川県        | 西日本放送（RNC）             | 2001年10月6日 - （5日深夜）  | 土曜 0:00 - 1:00 （金曜深夜） |                                             |
| 愛媛県        | 南海放送（RNB）               | 2001年10月6日 - （5日深夜）  | 土曜 0:00 - 1:00 （金曜深夜） | 2008年9月27日（26日深夜）までは30分版を放送 |
| 徳島県        | 四国放送（JRT）               | 2001年10月6日 - （5日深夜）  | 土曜 0:00 - 1:00 （金曜深夜） |                                             |
| 高知県        | 高知放送（RKC）               | 2001年10月6日 - （5日深夜）  | 土曜 0:00 - 1:00 （金曜深夜） |                                             |
| 福岡県        | RKB毎日放送                   | 2001年10月6日 - （5日深夜）  | 土曜 0:00 - 1:00 （金曜深夜） | JRN単独加盟局                               |
| 佐賀県 長崎県 | NBCラジオ佐賀 長崎放送（NBC） | 2001年10月6日 - （5日深夜）  | 土曜 0:00 - 1:00 （金曜深夜） |                                             |
| 熊本県        | 熊本放送（RKK）               | 2001年10月6日 - （5日深夜）  | 土曜 0:00 - 1:00 （金曜深夜） |                                             |
| 大分県        | 大分放送（OBS）               | 2001年10月6日 - （5日深夜）  | 土曜 0:00 - 1:00 （金曜深夜） |                                             |
| 宮崎県        | 宮崎放送（mrt）               | 2001年10月6日 - （5日深夜）  | 土曜 0:00 - 1:00 （金曜深夜） |                                             |
| 鹿児島県      | 南日本放送（MBC）             | 2001年10月6日 - （5日深夜）  | 土曜 0:00 - 1:00 （金曜深夜） | 2011年4月2日（1日深夜）までは30分版を放送   |
| 沖縄県        | ラジオ沖縄（ROK）             | 2003年7月12日 - （11日深夜） | 土曜 0:00 - 1:00 （金曜深夜） |                                             |
| 茨城県        | LuckyFM茨城放送               | 2004年10月2日 - （1日深夜）  | 土曜 0:00 - 1:00 （金曜深夜） |                                             |
| 広島県        | 中国放送（RCC）               | 2007年4月7日 - （6日深夜）   | 土曜 0:00 - 1:00 （金曜深夜） | [ 注 4 ]                                    |
| 栃木県        | 栃木放送（CRT）               | 2008年4月5日 - （4日深夜）   | 土曜 0:00 - 1:00 （金曜深夜） |                                             |
| 宮城県        | 東北放送（TBC）               | 2009年10月3日 - （2日深夜）  | 土曜 0:00 - 1:00 （金曜深夜） |                                             |
| 北海道        | 北海道放送（HBC）             | 2012年4月7日 - （6日深夜）   | 土曜 0:00 - 1:00 （金曜深夜） | [ 注 5 ]                                    |

### 過去のネット局
- 朝日放送（2009年7月11日（10日深夜） - 2014年3月29日（28日深夜）。60分版を放送していた）
- 東海ラジオ（2006年10月 - 2020年3月。遅れネットで30分版を放送していた[注 6]）

## 補足
- 番組は「2回分まとめ録り」だということが、2008年11月7日放送時「チカザワさん」の遅刻によって明らかになった。
- 基本的に文化放送のスタジオで録音しているが、2009年1月16日放送分のみ会議室で録音した。
- 2009年10月 - 12月期と2011年2月 - 4月期は相葉がテレビ朝日系の金曜ナイトドラマ枠で自身主演ドラマ（前者は『マイガール』、後者は『バーテンダー』）が放送されたため、ドラマの後半部分とこの番組の序盤部分が被ることとなった（ただし、大阪地区の朝日放送は『探偵!ナイトスクープ』を金曜ナイトドラマ枠よりも優先して放送しているため、対応が異なる）。
- 東海ラジオでの放送の場合、『東海ラジオ ガッツナイタースペシャル』が延長していた時は22:00以降のレギュラー番組を定時スタートで始めるために本番組を休止することがある。しかし、2014年のナイターシーズンからは、『ガッツナイタースペシャル』が18時開始の場合、予めナイター中継の前に放送枠を移動して必ず放送するように配慮されていた。
- 2009年7月9日に本番組の同時ネットを開始した朝日放送（ABCラジオ）は、平日の深夜帯で自社制作番組『ガチ・キン』の放送を優先させる方針に再び転換したため、2014年3月28日放送分で同時ネットを終了した。
- radikoでは長らくエリアフリー（radikoプレミアム）とタイムフリーの2サービスでは配信されていなかったが、2018年4月1日から配信を始めた[注 7]。